# Oraison (Alpes-de-Haute-Provence)
Oraison (en provençal Auresoun dans la norme mistralienne et Aureson dans la norme classique) est une commune française, située dans le département des Alpes-de-Haute-Provence en région Provence-Alpes-Côte d'Azur.

## Géographie

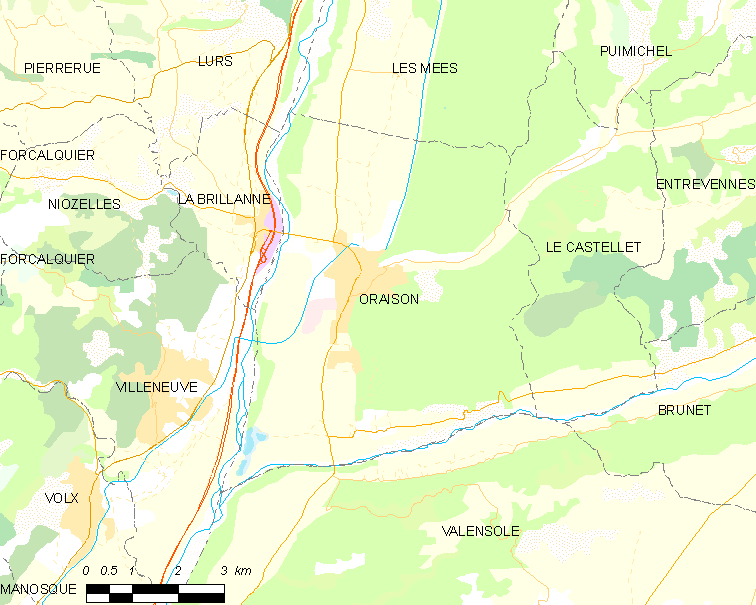
Oraison et les communes voisines (Cliquez sur la carte pour accéder à une grande carte avec la légende).

Les communes limitrophes d’Oraison sont Les Mées, Le Castellet, Valensole, Villeneuve et La Brillanne.
Oraison est située au confluent de la Durance et de l’Asse et se situe au pied de la colline du Tholonet. La commune a une superficie de 38,42 km2 et culmine à 645 m.

### Principaux hameaux
- la Grande Bastide
- les Buisonnades
- les Couès
- la Tuilière
- Saint-Pancrace

### Climat
Pour des articles plus généraux, voir Climat de Provence-Alpes-Côte d'Azur et Climat des Alpes-de-Haute-Provence.
En 2010, le climat de la commune est de type climat méditerranéen altéré, selon une étude du Centre national de la recherche scientifique s'appuyant sur une série de données couvrant la période 1971-2000. En 2020, Météo-France publie une typologie des climats de la France métropolitaine dans laquelle la commune est exposée à un climat de montagne ou de marges de montagne et est dans une zone de transition entre les régions climatiques « Provence, Languedoc-Roussillon » et « Alpes du sud ».
Pour la période 1971-2000, la température annuelle moyenne est de 12,5 °C, avec une amplitude thermique annuelle de 17,6 °C. Le cumul annuel moyen de précipitations est de 768 mm, avec 5,9 jours de précipitations en janvier et 3,6 jours en juillet. Pour la période 1991-2020, la température moyenne annuelle observée sur la station météorologique de Météo-France la plus proche, « Valensole », sur la commune de Valensole à 10 km à vol d'oiseau, est de 13,3 °C et le cumul annuel moyen de précipitations est de 671,6 mm. 
La température maximale relevée sur cette station est de 41,1 °C, atteinte le 28 juin 2019 ; la température minimale est de −10 °C, atteinte le 4 février 2012,,.
Les paramètres climatiques de la commune ont été estimés pour le milieu du siècle (2041-2070) selon différents scénarios d'émission de gaz à effet de serre à partir des nouvelles projections climatiques de référence DRIAS-2020. Ils sont consultables sur un site dédié publié par Météo-France en novembre 2022.

### Environnement
La commune compte 853 ha de bois et forêts, soit 22 % de sa superficie.

### Risques naturels et technologiques
Aucune des 200 communes du département n'est en zone de risque sismique nul. Le canton des Mées auquel appartient Oraison est en zone 2 (sismicité moyenne, soit le niveau le plus élevé de France métropolitaine) selon la classification déterministe de 1991, basée sur les séismes historiques, et en zone 4 (risque moyen) selon la classification probabiliste EC8 de 2011. La commune d’Oraison est également exposée à trois autres risques naturels :
- feu de forêt ;
- inondation (dans la vallée de la Durance) ;
- mouvement de terrain : la commune est presque entièrement concernée par un aléa moyen à fort[11].

La commune d’Oraison est de plus exposée à deux risques d’origine technologique :
- celui de transport de matières dangereuses par canalisations. Le gazoduc servant à alimenter Digne en gaz naturel traverse la commune et constitue donc un facteur de risque supplémentaire[13] ;
- celui de rupture de barrage : en cas de rupture du barrage de Serre-Ponçon, toute la vallée de la Durance serait menacée par l’onde de submersion[14].

Le plan de prévention des risques naturels prévisibles (PPR) de la commune a été approuvé en 2000 pour les risques d’inondation et de mouvement de terrain et le Dicrim existe depuis 2011.
La commune a été l’objet de deux arrêtés de catastrophe naturelle pour des inondations et des coulées de boue, en 1984 et 1987. Bien qu’Oraison ressente régulièrement des tremblements de terre, aucun n’a encore dépassé une intensité macro-sismique ressentie de V sur l’échelle MSK (dormeurs réveillés, chutes d’objets).

## Urbanisme

### Typologie
Au 1er janvier 2024, Oraison est catégorisée bourg rural, selon la nouvelle grille communale de densité à 7 niveaux définie par l'Insee en 2022.
Elle appartient à l'unité urbaine d'Oraison, une agglomération intra-départementale dont elle est ville-centre,. Par ailleurs la commune fait partie de l'aire d'attraction de Manosque, dont elle est une commune de la couronne,. Cette aire, qui regroupe 30 communes, est catégorisée dans les aires de 50 000 à moins de 200 000 habitants,.

### Voies de communication
Oraison est située sur l'ancienne RN 207a (actuelle RD 4b).
Oraison est à un kilomètre de la bretelle autoroutière de La Brillanne, sortie 19 de l’autoroute A51, qui assure une communication rapide vers le Sud en direction d'Aix-en-Provence et de Marseille et vers le Nord en direction de Gap et de Sisteron.

#### Services autocars

##### Lignes régionales, réseauZou!

Logo du réseau Zou !

Oraison est desservie par :
- 1 ligne EXPRESS :

| Ligne | Tracé                                                 |
| ----- | ----------------------------------------------------- |
| 68    | Marseille ↔ Oraison ↔ Digne-les-Bains ↔ Barcelonnette |

- 2 lignes de PROXIMITE :

| Ligne | Tracé                                   |
| ----- | --------------------------------------- |
| 482   | Forcalquier ↔ Oraison ↔ Digne-les-Bains |
| 483   | Digne-les-Bains ↔ Oraison ↔ Manosque    |

##### Lignes intercommunales

Logo du réseau Trans'Agglo

La ville est aussi reliée par 2 lignes intercommunales, réseau Trans'Agglo :
| Ligne | Parcours                                                                                    |
| ----- | ------------------------------------------------------------------------------------------- |
| 120   | Oraison ↔ La Brillanne ↔ Villeneuve ↔ Volx ↔ Manosque                                       |
| 125   | Brunet ↔ Entrevennes ↔ Puimichel ↔ Le Castellet ↔ Oraison (Ligne de transport à la demande) |
| 126   | La Brillanne ↔ Oraison (Ligne de transport à la demande)                                    |

##### Lignes scolaires
Des lignes de transports scolaires ont été mises en place pour rallier les 3 collèges de Manosque, les trois lycées de Manosque, le lycée Félix-Esclangon, le lycée des Iscles et le lycée des métiers Louis-Martin-Bret ainsi que le collège d'Oraison. Ces lignes sont financées par la communauté d'agglomération Durance Luberon Verdon au travers du réseau Trans'Agglo. En plus des lignes existantes du réseau, 4 autres ont été rajoutées.
| Ligne | Parcours                                         |
| ----- | ------------------------------------------------ |
| 162 S | Oraison ↔ La Brillanne ↔ Manosque                |
| 166 S | Entrevennes ↔ Puimichel ↔ Le Castellet ↔ Oraison |
| 167 S | La Brillanne ↔ Oraison                           |
| 168 S | Vallée de l'Asse ↔ Oraison                       |

#### Transports ferroviaires
La gare SNCF la plus proche est celle de La Brillanne-Oraison, desservie par les TER de la ligne de Lyon à Marseille (via Grenoble)
La gare TGV la plus proche d'Oraison est celle d'Aix-en-Provence TGV.

## Toponymie

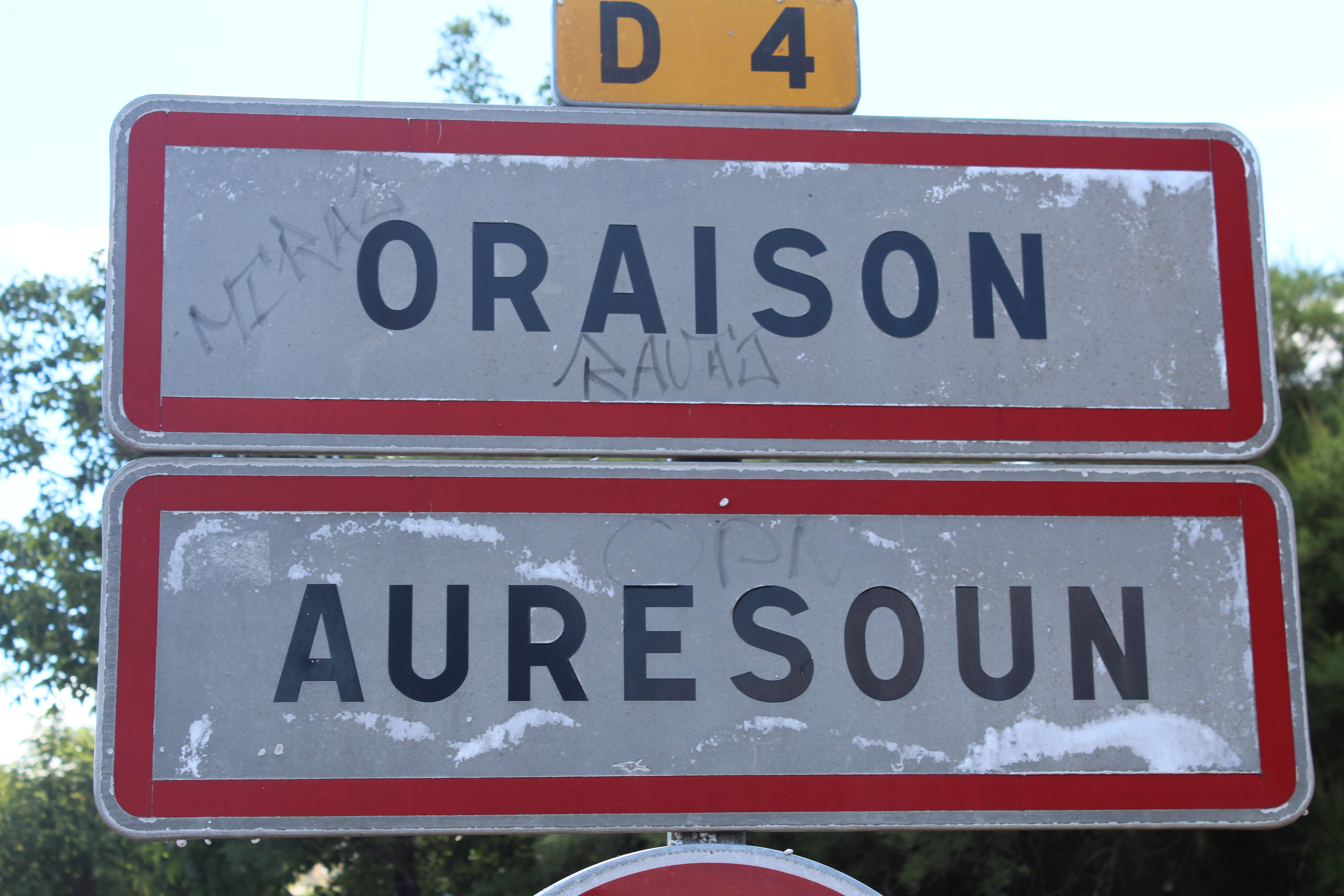
Panneau d'entrée dans la ville avec l'inscription en français et en provençal.

Le toponyme Oraison est documenté sous les formes Auraisonio, 1126, puis Aurason, 1178 ; à rapprocher du Arausio de Orange
Ce nom d'Oraison, plus exactement Auraison, est basé, comme celui d'Orange (civitas Arausicae), sur un oronyme en Ar- 'roche', *Arausione donnant Auraison par double méthatèse (anticipation du -u- et du -i-). Le spécialiste Charles Rostaing indique que le toponyme est antérieur aux Gaulois et réfère à une montagne.
Une étymologie populaire voit dans le nom d'Oraison une contraction d'« Auroe sonum », du fait de la situation du village, bâti sur les hauteurs (colline du Tholonet au lieu-dit Villevieille) et exposé à tous les vents (auro en provençal).

## Histoire

### Antiquité
Le village primitif était situé sur la colline du Tholonet (au lieu-dit Villevieille). Des traces de l'occupation romaine existent en de nombreux points de la commune : dans la plaine de la Durance dont les colmatages avaient été réalisés à l'époque romaine à des fins agricoles et artisanales (four de potier, villa, tuilerie).
Parmi les découvertes archéologiques, le site des Buissonnades (atelier de potier de fabrication d'amphores vinaires) permet d'établir que la zone d'Oraison était, grâce à la proximité de la voie domitienne, fortement intégrée à l'Empire romain et fortement pénétrée de ses modes de vie.

### Moyen Âge
Il est possible, selon Jean-Pierre Poly, qu’Oraison soit signalée dès 739 dans les chartes, sous le nom de Cinicino, la mention suivante date du XIIe siècle. Dès le Moyen Âge, la communauté relève de la baillie de Digne alors que l’église et ses revenus reviennent au chapitre de Riez. La maison d'Oraison est l'une des plus anciennes familles provençales. Hugues d'Oraison, seigneur d'Oraison et de Clumanc, est, d'après les recherches[Qui ?], le premier seigneur de ce village[réf. nécessaire]. Elzear d'Oraison, viguier de Marseille (1365-66), fut chevalier, seigneur d'Oraison et citoyen de Digne. Il fut actif dans la résistance aux troupes de l'Archiprêtre puisque, en 1358, il apparait comme commissaire aux fortifications de la ville de Riez. Avant 1362, il acheta à la cour la mère empire sur Oraison pour 500 florins. Le chevalier Jacques d'Oraison Orcono, viguier de Marseille (1299 ; 1366), servit dans l'armée du duc de Calabre en Campanie, en 1328.
La mort de la reine Jeanne Ire ouvre une crise de succession à la tête du comté de Provence, les villes de l’Union d'Aix (1382-1387) soutenant Charles de Duras contre Louis Ier d'Anjou. Le seigneur d’Oraison, Elzéar d’Oraison, soutient le duc d’Anjou dès 1382, ce soutien étant conditionné à la participation du duc à l’expédition de secours à la reine.

### Temps modernes
La baronnie est érigée en marquisat en 1588 en faveur de François de Laigue (de Aqua), baron d'Oraison. Le titre est confirmé en août 1740, avec union d'Entrevennes et du Castellet, en faveur de Mathieu Foulque (ou Fulque).
Au cours du XVIIIe siècle, comme dans toute la France, les seigneurs tentent de réactiver d’anciens droits pour augmenter leurs revenus, ou de revenir sur les droits des paysans. C’est ainsi qu’en 1770, le marquis d’Oraison interdit le glanage. En réaction, la communauté d’Oraison décrète l’interdiction de moissonner les terres du seigneur, et punit d’amende les contrevenants, ce qui pousse le seigneur à négocier.

### Révolution française
Durant la Révolution, une société patriotique est fondée assez précocement, à l’été 1792 et le château démoli. En 1792-1793, la section est contrôlée par les fédéralistes. En relations avec la section de Marseille, elle diffuse les idées des Girondins, jusqu’à leur proscription le 31 mai 1793 et l’écrasement de l’insurrection fédéraliste en juillet. Le tribunal révolutionnaire prononce une condamnation à mort à Oraison.

### Période contemporaine
Après la révolution de février 1848, la Deuxième République s’installe. Mais contrairement aux promesses démocratiques, c’est une république conservatrice qui s’installe et augmente les impôts des plus pauvres, comme l’impôt des 45 centimes. Cette augmentation provoque des émeutes à Oraison les 23-26 octobre 1848, réprimées par l’armée. Le coup d'État du 2 décembre 1851 commis par Louis-Napoléon Bonaparte contre la République provoque un soulèvement armé dans les Basses-Alpes, en défense de la Constitution. Après l’échec de l’insurrection, une sévère répression poursuit ceux qui se sont levés pour défendre la République : 42 habitants d’Oraison sont traduits devant la commission mixte, la majorité étant condamnés à la déportation en Algérie.
Comme de nombreuses communes du département, Oraison se dote d’une école bien avant les lois Jules Ferry : en 1863, elle en possède déjà une qui dispense une instruction primaire aux garçons, au chef-lieu. La même instruction est donnée aux filles : la loi Falloux (1851) impose l’ouverture d’une école de filles aux communes de plus de 800 habitants. Elle compte aussi une salle d’asile (école maternelle) depuis 1862, tenue par les sœurs de l’ordre de Saint-Joseph.

#### Première Guerre mondiale
Oraison compte quelque 1 700 habitants au début des années 1900. Lors de la Première Guerre mondiale, 63 soldats de la commune meurent aux combats.
Le 4 février 1921, le conseil municipal d'Oraison décide de donner aux rues du village les noms des soldats morts pendant la Grande Guerre. La commune est la seule en France à avoir voté une telle délibération. Le soldat cité sur une plaque de rue habitait dans cette même rue.

#### Seconde Guerre mondiale
À l’été 1940, un centre de séjour surveillé est ouvert à Oraison pour y interner les Français communistes ou d'opinions politiques assimilées, dits « indésirables » selon la terminologie de la Troisième République. Les internés sont hébergés dans des bâtiments réquisitionnés, granges, cinéma, etc. Le centre est fermé en février 1941 et ses prisonniers transférés au camp des Pescayres de Saint-Sulpice-la-Pointe. Le maire, opposé à ce camp d'internement d'indésirables, s'oppose vigoureusement mais verbalement au commandant du camp, ce qui provoque sa révocation.
Le 19 juillet 1944, le comité départemental de libération se réunit, comme à son habitude, dans un bar d’Oraison. La Gestapo a tendu une embuscade, à laquelle participent des soldats de la division Brandenburg (dépendant de l’Abwehr) déguisés en maquisards. Dix-huit résistants sont arrêtés, dont la totalité des cadres dirigeants et deux jeunes filles agents de liaison. Onze sont fusillés le 21 juillet.
La Libération d’Oraison est marquée par le passage d’une colonne de la 36e division d’infanterie (US), le 19 août 1944, venant de Riez et se dirigeant sur la vallée de la Durance.

### Héraldique
| Blason de Oraison | Blason  | D’or à une fasce d'azur, chargée de trois losanges d’argent et accompagnée de deux vaches passantes et contournées de gueules, l’une en chef, l’autre en pointe. |
| Blason de Oraison | Détails | Le statut officiel du blason reste à déterminer. |

## Politique et administration

### Tendances politiques et résultats
Dans les années 2010, Oraison est une ville qui vote fortement pour le parti d'extrême droite, le Front national : environ un électeur sur quatre selon les élections, soit le plus fort taux du département.

### Liste des maires

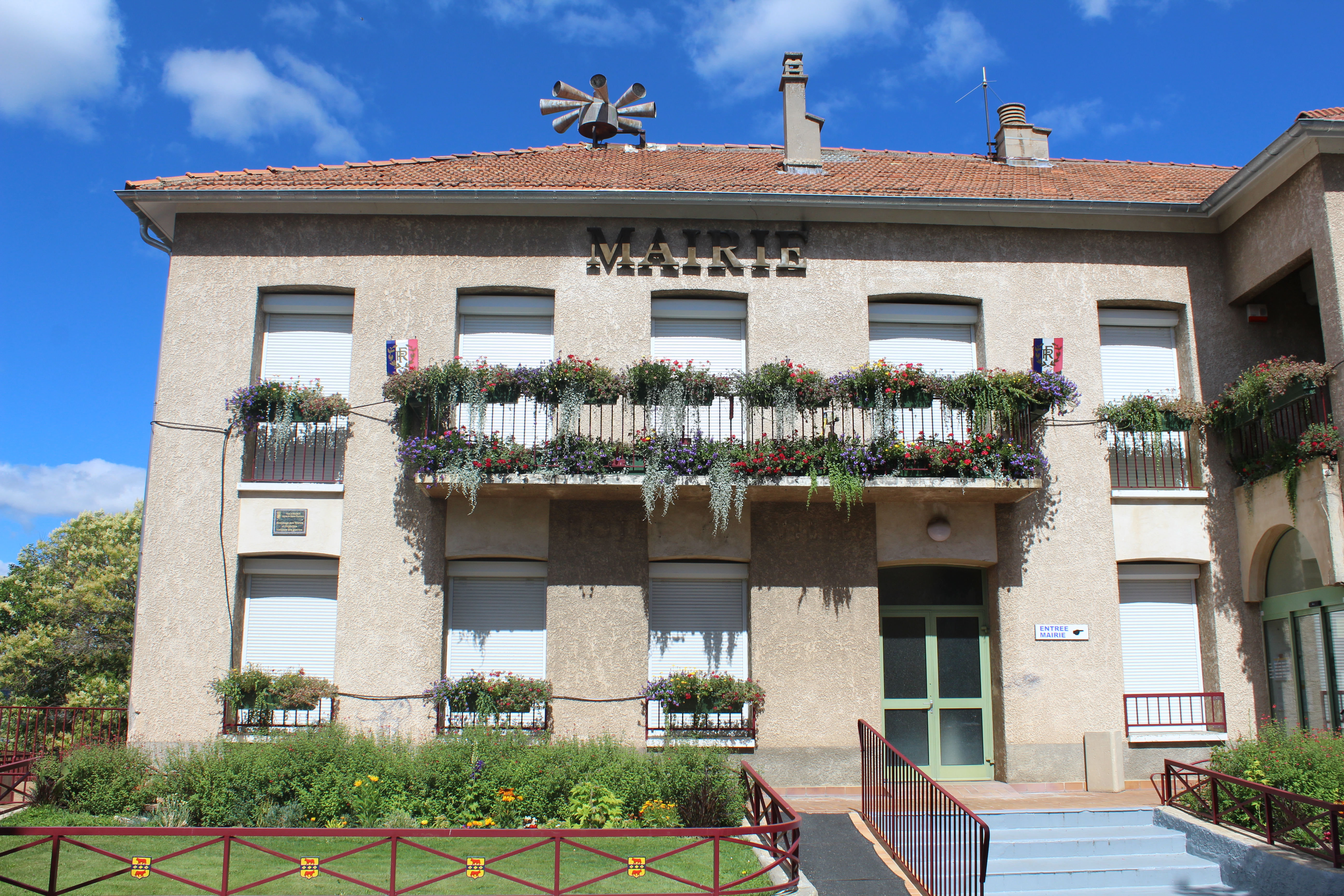
La mairie d'Oraison.

Depuis l'après-guerre, cinq maires se sont succédé à la tête de la commune.
| Période       | Période       | Identité                     | Étiquette                 | Qualité |
| ------------- | ------------- | ---------------------------- | ------------------------- | --- |
| mai 1945      | novembre 1947 | Émile Bonnet                 | Gauche                    | Cultivateur |
| novembre 1947 | juin 1975     | Marcel Sauvecane (1907-1975) | SFIO                      | Agent EDF Conseiller général des Mées (1959 → 1970) Décédé en fonction                                                            |
| juillet 1975  | juin 1995     | Jean Santucci (1925-2004)    | PS                        | Médecin Conseiller général des Mées (1982 → 2001)                                                                                 |
| juin 1995     | juillet 2020  | Michel Vittenet              | UDF puis DVD puis UDI-PRV | Pharmacien 1er vice-président de l'Intercommunalité du Luberon Oriental 4e vice-président de Durance-Luberon-Verdon Agglomération |
| juillet 2020  | En cours      | Benoît Gauvan                | LREM-RE                   | Agriculteur Conseiller départemental d'Oraison (2021 → )                                                                          |

### Intercommunalité
Oraison fait partie :
- de 2005 à 2013, de la communauté de communes Intercommunalité du Luberon Oriental
- depuis le 1er janvier 2013, de la communauté d'agglomération Durance Luberon Verdon

### Budget municipal et fiscalité
L'endettement de la commune au 31 décembre 2007 s'élève à 4 079 000 €.
En 2007, la taxe d'habitation s'élève à 7,87 % (en comparaison le taux départemental est de 5,53 %). On peut constater une baisse de ce taux par rapport à 2002 (24,46 %). Le taux de la taxe sur le foncier bâti est de 25,70 % (celui de la taxe sur le foncier non bâti de 57,36 %) et celui de la taxe professionnelle de 0 % (au niveau communal).

### Environnement et recyclage
La collecte et traitement des déchets des ménages et déchets assimilés et la protection et mise en valeur de l'environnement se font dans le cadre de la communauté d'agglomération Durance Luberon Verdon.
La commune dispose d'une déchetterie.

### Services publics
Une brigade de gendarmerie de proximité est implantée à Oraison, elle dépend de celle des Mées.

### Jumelages
| Oraison Traversetolo |

- Traversetolo (Italie) depuis le 14 juillet 1980[52]

## Démographie
Les habitants sont appelés les Oraisonnais.

### Évolution démographique
L'évolution du nombre d'habitants est connue à travers les recensements de la population effectués dans la commune depuis 1765. Pour les communes de moins de 10 000 habitants, une enquête de recensement portant sur toute la population est réalisée tous les cinq ans, les populations de référence des années intermédiaires étant quant à elles estimées par interpolation ou extrapolation. Pour la commune, le premier recensement exhaustif entrant dans le cadre du nouveau dispositif a été réalisé en 2006.

En 2022, la commune comptait 6 042 habitants, en évolution de +2,11 % par rapport à 2016 (Alpes-de-Haute-Provence : +2,84 %, France hors Mayotte : +2,11 %).
| 1765  | 1787  | 1793  | 1806  | 1821  | 1831  | 1836  | 1841  | 1846  |
| ----- | ----- | ----- | ----- | ----- | ----- | ----- | ----- | ----- |
| 1 068 | 1 100 | 1 555 | 1 404 | 1 471 | 1 736 | 1 892 | 1 855 | 1 871 |

| 1851  | 1856  | 1861  | 1866  | 1872  | 1876  | 1881  | 1886  | 1891  |
| ----- | ----- | ----- | ----- | ----- | ----- | ----- | ----- | ----- |
| 1 946 | 1 998 | 1 995 | 2 055 | 1 962 | 1 980 | 1 820 | 1 780 | 1 752 |

| 1896  | 1901  | 1906  | 1911  | 1921  | 1926  | 1931  | 1936  | 1946  |
| ----- | ----- | ----- | ----- | ----- | ----- | ----- | ----- | ----- |
| 1 899 | 1 944 | 2 153 | 2 044 | 1 735 | 1 773 | 1 936 | 1 784 | 1 834 |

| 1954  | 1962  | 1968  | 1975  | 1982  | 1990  | 1999  | 2006  | 2011  |
| ----- | ----- | ----- | ----- | ----- | ----- | ----- | ----- | ----- |
| 1 982 | 3 054 | 2 702 | 2 667 | 2 963 | 3 509 | 4 114 | 4 867 | 5 484 |

| 2016  | 2021  | 2022  | - | - | - | - | - | - |
| ----- | ----- | ----- | - | - | - | - | - | - |
| 5 917 | 5 981 | 6 042 | - | - | - | - | - | - |

| 1315     |
| -------- |
| 109 feux |

### Pyramide des âges
En 2021, le taux de personnes d'un âge inférieur à 30 ans s'élève à 28,8 %, soit au-dessus de la moyenne départementale (28,7 %). À l'inverse, le taux de personnes d'âge supérieur à 60 ans est de 36,1 % la même année, alors qu'il est de 34,2 % au niveau départemental.
En 2021, la commune comptait 2 815 hommes pour 3 166 femmes, soit un taux de 52,93 % de femmes, légèrement supérieur au taux départemental (51,53 %).
Les pyramides des âges de la commune et du département s'établissent comme suit :
| Hommes | Classe d’âge | Femmes |
| ------ | ------------ | ------ |
| 1,2    | 90 ou +      | 3,8    |
| 10,7   | 75-89 ans    | 14,0   |
| 21,3   | 60-74 ans    | 20,7   |
| 19,4   | 45-59 ans    | 20,6   |
| 16,1   | 30-44 ans    | 14,2   |
| 15,0   | 15-29 ans    | 13,1   |
| 16,2   | 0-14 ans     | 13,6   |

| Hommes | Classe d’âge | Femmes |
| ------ | ------------ | ------ |
| 1      | 90 ou +      | 2,5    |
| 9,9    | 75-89 ans    | 12,2   |
| 21,3   | 60-74 ans    | 21,4   |
| 20,9   | 45-59 ans    | 21     |
| 16,1   | 30-44 ans    | 16,1   |
| 14,3   | 15-29 ans    | 12,2   |
| 16,5   | 0-14 ans     | 14,6   |

## Logement

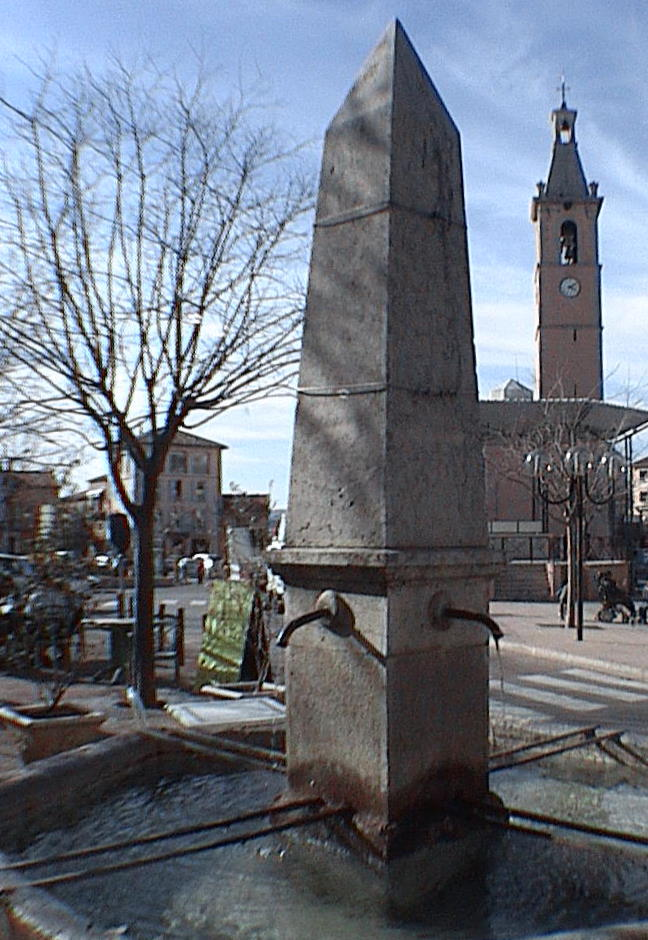
Fontaine.

En 1999, Oraison comptait 2 136 logements (augmentation de 13,6 % par rapport à 1990) dont 1 774 étaient des résidences principales (83 % du total). La même année 61,1 % des résidents étaient propriétaires contre 34,5 % de locataires
Le parc immobilier est composé principalement de bâtiments construits entre 1975 et 1989 (35,9 %) et construits avant 1945 (26,6 %). Toujours en 1999, 0,8 % des logements n'étaient équipés ni de douche, ni de baignoires.
Toujours à la même année 59 % des logements comportaient plus de 4 pièces, suivis par les logements de 3 pièces (28,6 %), enfin les studios représentent 3,8 % des logements. Depuis quelques années, de nombreuses zones jusqu'alors non habitées se sont construites (sud de la ville).

## Économie
L'économie de la commune dépend principalement de l'agriculture et de l'industrie agro-alimentaire.

### Vue générale
| Emploi et revenus                     |                       |
| Revenus moyens par ménage             | 15 121 €/ an          |
| Population active                     | 1549 (pour 4 122 hab) |
| Taux de chômage (2009)                | 11 %                  |
| Nb d'entreprises pour 1 000 habitants | 54,65 ‰               |

En 2009, la population active s’élevait à 2 215 personnes, dont 243 chômeurs (244 fin 2011). Ces travailleurs sont majoritairement salariés (85 %) et travaillent majoritairement hors de la commune (59 %).

### Agriculture

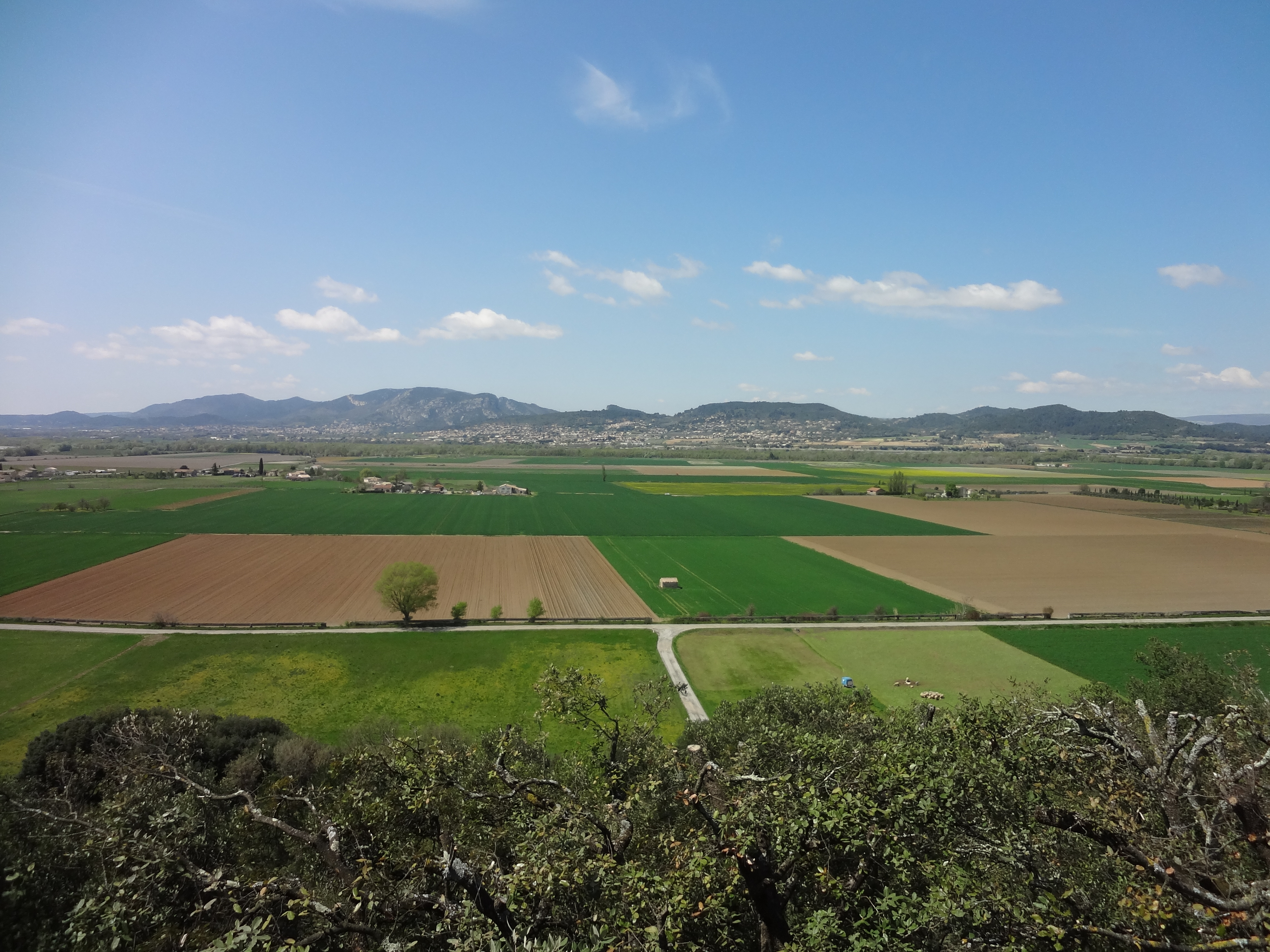
Plaine de la Durance, avec le long de la route les vestiges d’un système d’irrigation gravitaire.

Fin 2010, le secteur primaire (agriculture, sylviculture, pêche) comptait 50 établissements actifs au sens de l’Insee (exploitants non-professionnels inclus) et huit emplois salariés.
Le nombre d’exploitations professionnelles, selon l’enquête Agreste du ministère de l’Agriculture, est de 55 en 2010. Il était de 70 en 2000, de 83 en 1988. Actuellement, ces exploitants sont, pour 25 d’entre eux, spécialisés dans l’arboriculture fruitière ou oléicole ; pour 19 d’entre eux, spécialisés dans les grandes cultures. Quelques exploitants pratiquent la polyculture, le maraîchage ou l’élevage ovin. En sens inverse de la baisse du nombre d’exploitations, la surface agricole utile (SAU) a augmenté, de 1 361 à 1 407 ha entre 1988 et 2000, puis de 1407 à 1 521 ha jusqu’en 2010.
La culture de l’olivier est pratiquée dans la commune depuis des siècles, tout en étant limitée à certains versants. Le terroir de la commune se situe en effet à la limite altitudinale de l’arbre, qui ne peut que difficilement être exploité au-delà des 650 mètres : à Oraison, il s’agit des hautes terrasses ensoleillées de la vallée de la Durance, et aussi des versants bien exposés des vallons entaillant le plateau de Valensole. L’oliveraie d'Oraison était depuis longtemps très importante, et dépassait les cent hectares au début du XIXe siècle. Actuellement, elle est la plus importante du département, avec 228 ha et 117 000 arbres (soit 40 % de l’oliveraie des Alpes-de-Haute-Provence). Les olives sont pressées à Oraison même, dans un des trois moulins privés du département. L’huile d’olive de la commune peut bénéficier de l’appellation d'origine contrôlée (AOC) huile d'olive de Provence AOC.
La vigne, autre composante de la triade méditerranéenne, est aussi présente anciennement à Oraison. Au XIXe siècle, plusieurs dizaines d’hectares de vigne produisent un vin destiné à l’autoconsommation et à la vente sur les marchés locaux, une petite quantité étant commercialisée sur le marché régional. Actuellement, il ne reste que quelques hectares exploités.
Des plantations d'amandiers sont en cours, afin de reconstituer un verger capable d'alimenter la filière locale de transformation en confiseries. Huit hectares d'amandiers ont été plantés au Thor en 2012-2013, et commenceront à produire à partir de 2017.

### Industrie
Fin 2010, le secteur secondaire (industrie et construction) comptait 95 établissements, employant 324 salariés.
La commune compte une coopérative céréalière, plusieurs conserveries.
La centrale hydroélectrique utilise les eaux de la Durance et de la Bléone déviées au barrage de l'Escale et à Malijai et conduits par un canal d’amenée. Elle est installée sous une voûte creusée dans le poudingue du plateau de Valensole. Ses dimensions sont de 76 m de long sur 13 m et 21,5 m de haut. Trois turbines Francis actionnent des alternateurs de 65 000 kVA. L’essentiel des eaux qui meuvent ces turbines sont cependant lâchées du barrage d'Espinasses, dix heures avant leur utilisation.
François Doucet, confiseur, maison fondée en 1969, a reçu 15 rubans bleus lors du salon professionnel Intersuc. Les installations couvrent 5 000 m2, et la production dépasse 700 tonnes. Soixante-huit personnes travaillent pour cette entreprise.
Perlamande fabrique des produits diététiques et énergétiques à base d’amandes et de fruits secs, et emploie 35 salariés. Elle obtient une victoire de l'entreprise, décernée en janvier 2014 par le conseil général,.
La société de BTP SETP emploie 23 salariés.

### Activités de services
Fin 2010, le secteur tertiaire (commerces, services) comptait 264 établissements (avec 492 emplois salariés), auxquels s’ajoutent les 82 établissements du secteur administratif (regroupé avec le secteur sanitaire et social et l’enseignement), salariant 402 personnes.
D'après l’Observatoire départemental du tourisme, la fonction touristique est secondaire importante pour la commune, avec moins d’un touriste accueilli par habitant, l’essentiel de la capacité d'hébergement étant non-marchande. Plusieurs structures d’hébergement à finalité touristique existent dans la commune :
- un hôtel[81]

```
classé trois étoiles
[
82
]
 d’une capacité de 30 chambres
[
83
]
 ;
```

- un camping classé deux étoiles[84] avec 66 emplacements[85] ;
- des meublés labellisés[86] ou non-labellisés[87].

Les résidences secondaires apportent un petit complément à la capacité d’accueil : au nombre de 150, elles représentent 5 % des logements. Parmi les résidences secondaires, 12 possèdent plus d’un logement, et 29 sont des maisons mobiles,.
Parmi les entreprises de service connues d'Oraison, on compte Albhades Provence, qui compte 35 salariés, laboratoire d’analyses chimiques et microbiologisques, et Boyer formation, entreprise de formation professionnelle.

## Lieux et monuments

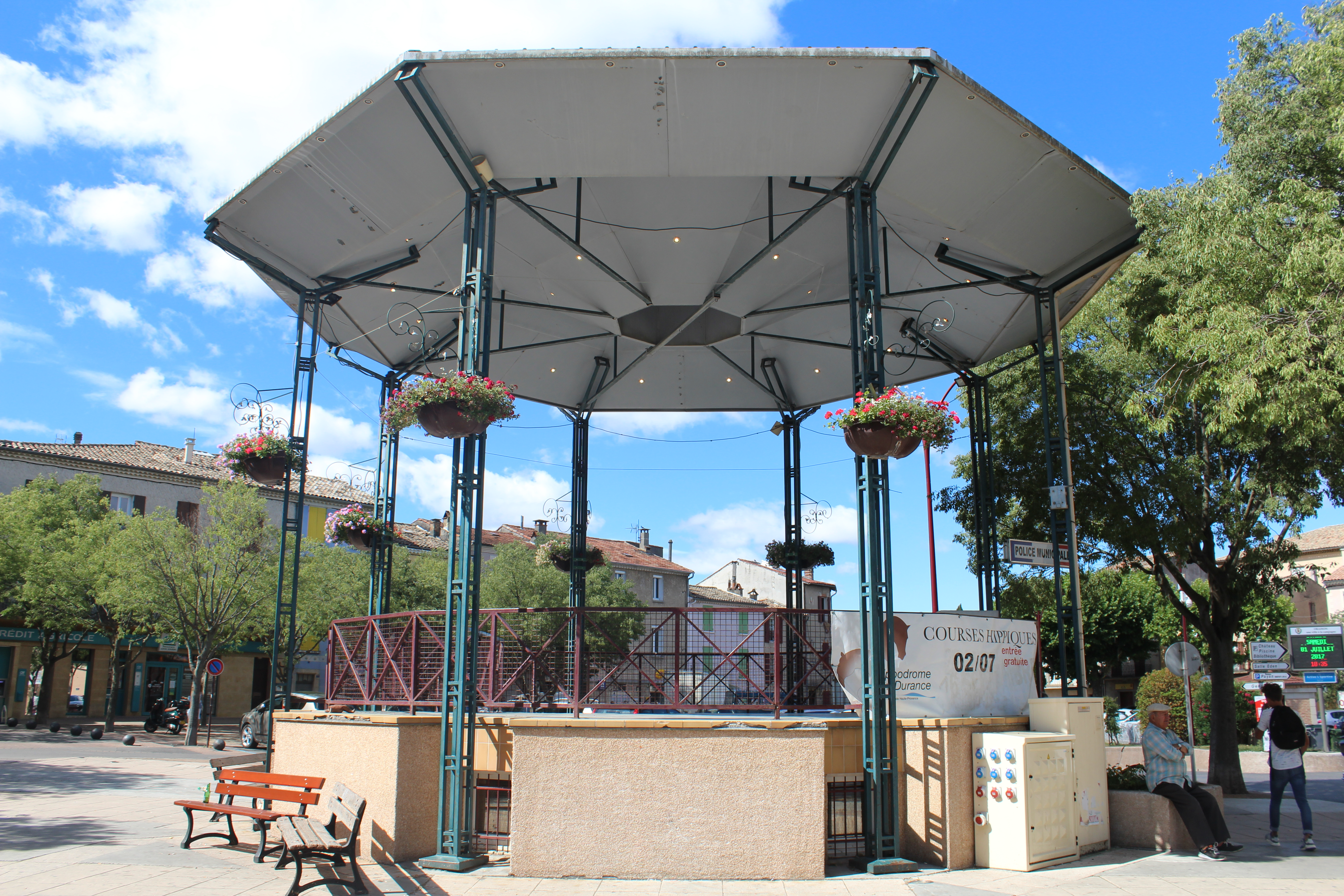
Le kiosque.

Autres monuments, les ruines de Villevieille, le pont aux 7 arches, le pont roman, les fontaines du village, kiosque à musique…

### Château

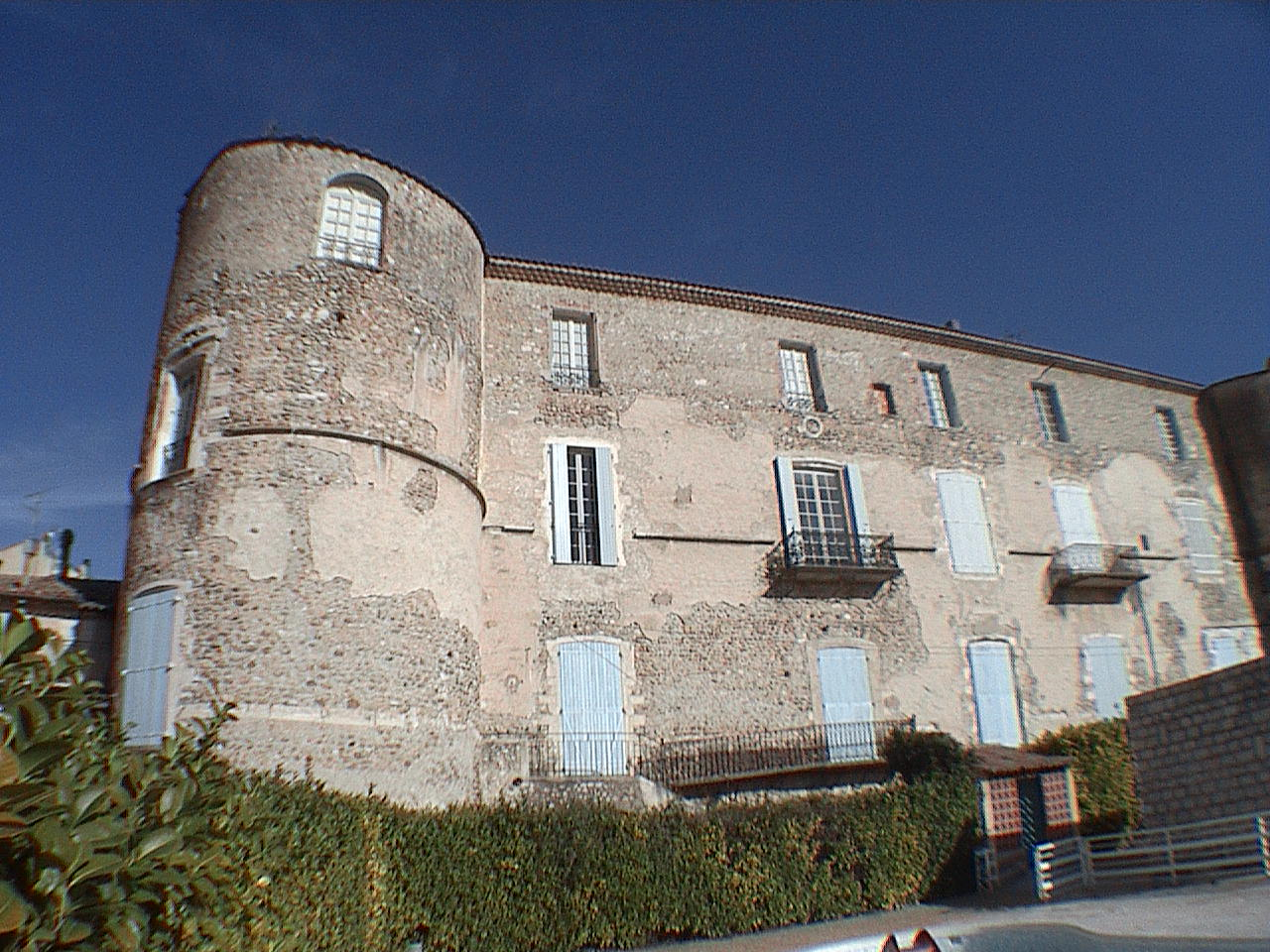
Le château.

Le château situé en plein centre-ville fut construit à la fin du Moyen Âge ou pendant la Renaissance par la famille d'Oraison. Il fut profondément remanié par la famille de Fulque, originaire de Valensole, qui fit l'acquisition du marquisat d'Oraison en 1720. Ce château, conservé par cette même famille de Fulque jusqu'à la Révolution de 1789 et après, fut vendu en 1806 à trois particuliers du lieu. On le suréleva par la suite d'un étage pour y loger une magnanerie (Laugier).
Louis Pasteur vint y étudier en 1868 les maladies du magnan (nom du ver à soie en sériciculture). Dans les années 1950, cette magnanerie alors désaffectée, abrita un temps l’atelier de production des cartes postales d'Oraison, déplacé par la suite à l'emplacement de l'actuelle gendarmerie.

### Architecture utilitaire

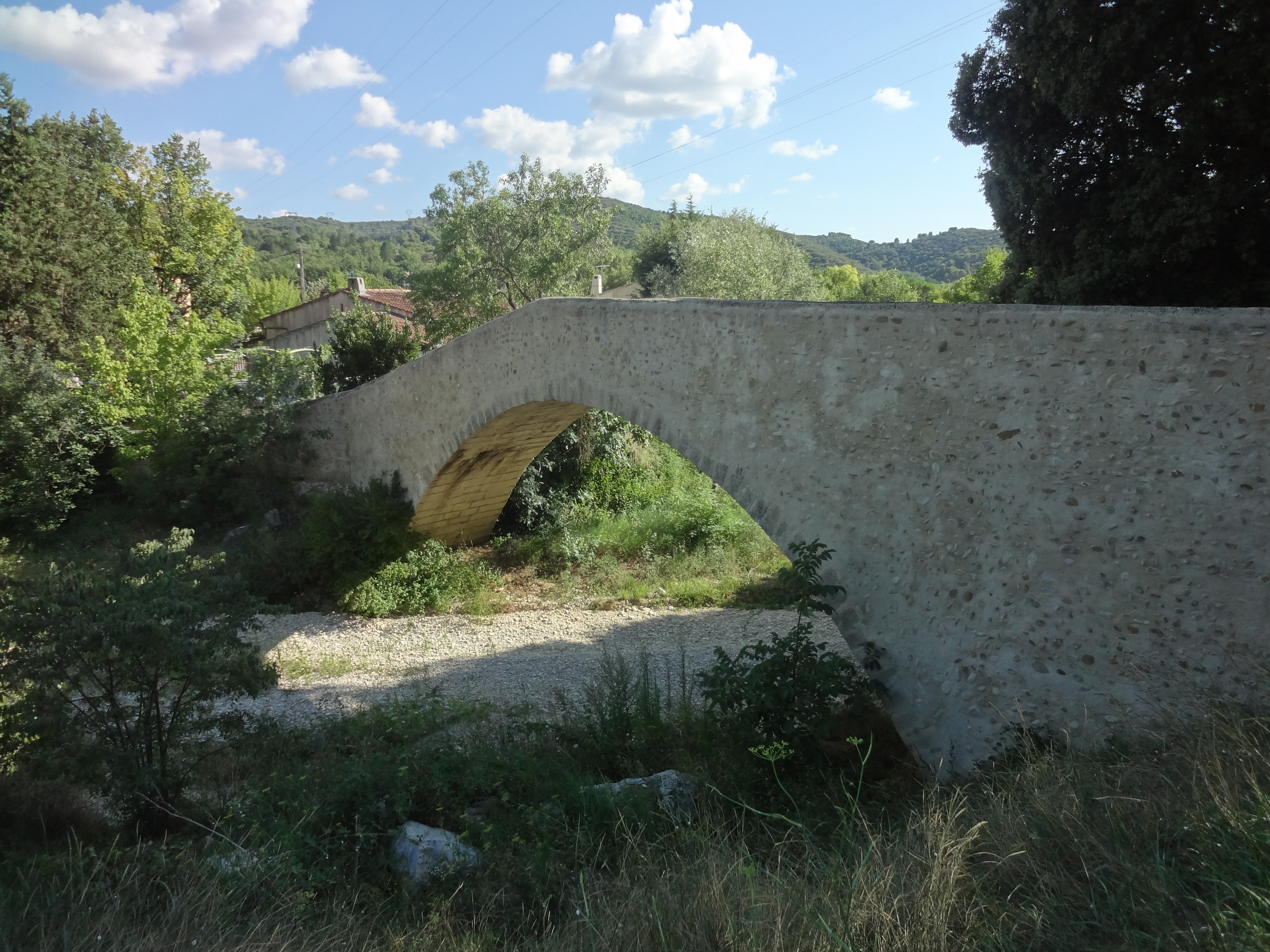
Pont roman.

Le petit pont de pierre en dos-d’âne dit « roman » (car il est construit selon les techniques médiévales) sur le Rancure date de 1697 et fait 35 m de long, avec une arche de 25 m. Il a été construit pour conduire les eaux de la source de la Boucharde jusqu'aux fontaines du village.
Le pont sur la Durance à 7 arches entre La Brillanne et Oraison, long de 285 mètres, est inauguré le 2 avril 1888.
L’hippodrome, le premier hippodrome des Basses-Alpes date du 25 novembre 1900[réf. souhaitée]. Quelques courses hippiques y ont lieu chaque année.
En 1950 la municipalité de Marcel Sauvecane achète les jardins qui se trouvaient devant le château pour en faire un terrain de foot et un jardin public (transformé en parking public en 2007).
Oraison a un plan d'eau, Les Buissonnades.

### Églises, chapelles et oratoires

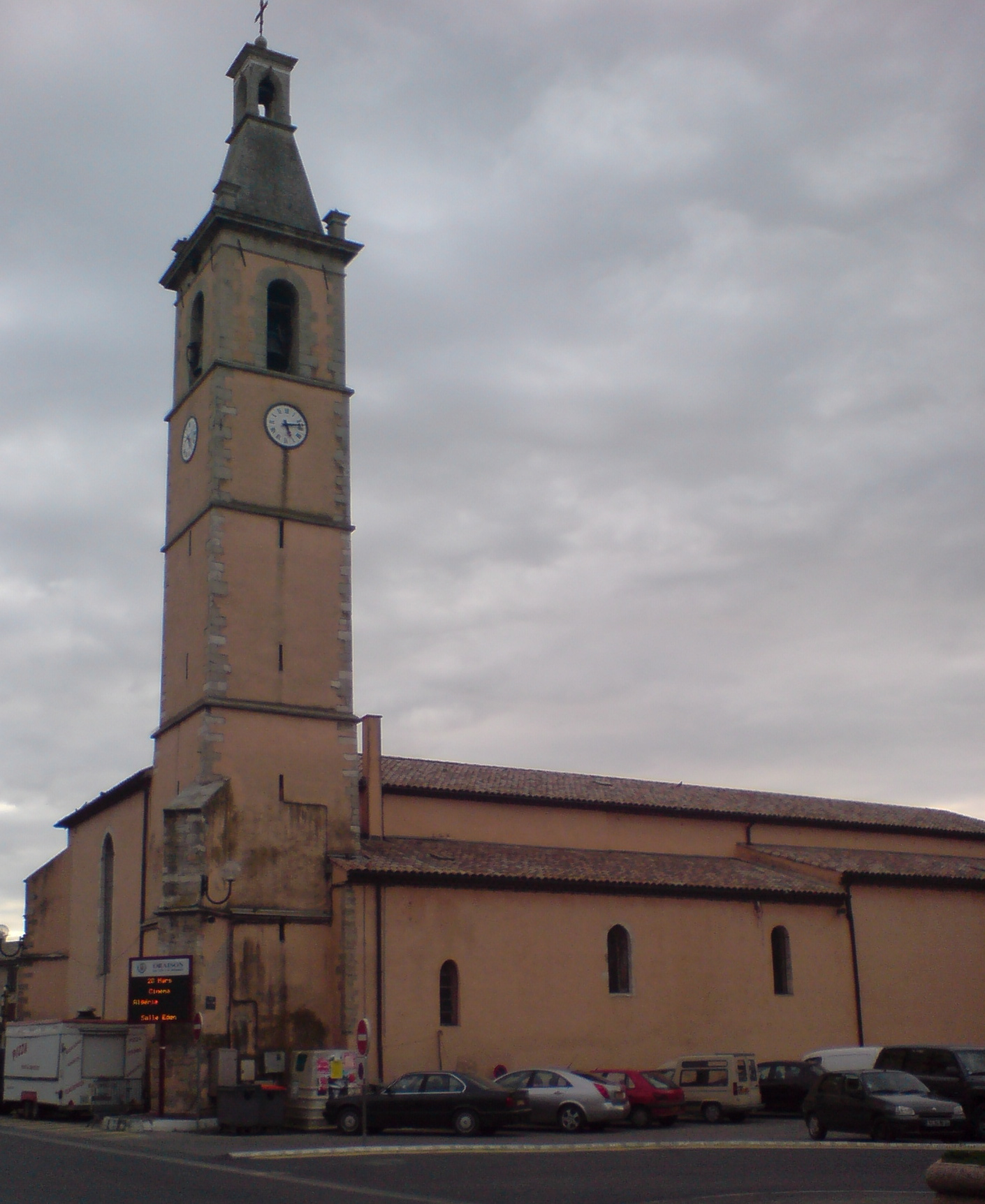
Église Notre-Dame-du-Thor.

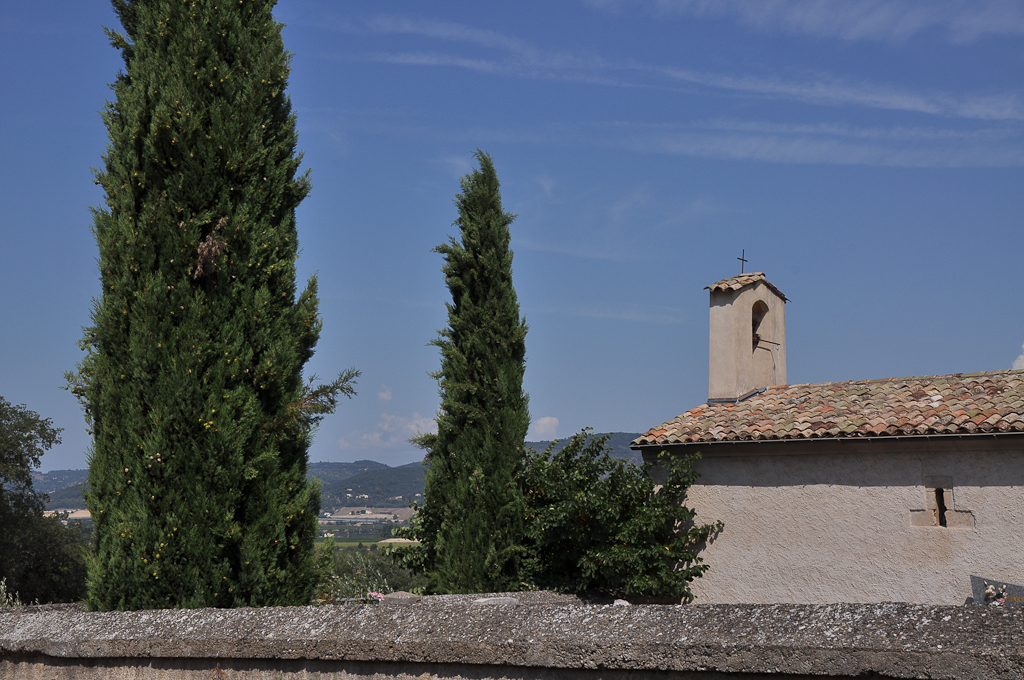
Clocher de la chapelle du cimetière

cette chapelle n'est pas au cimetière de la cité,  mais à Villedieu, à quelques kilomètres de là (dignois.fr)
L'église Notre-Dame-du-Thor, dont le patron est saint Pancrace, fut construite au XVIe siècle puis agrandie au XVIIe siècle : elle est d'architecture gothique (croisée d'ogive, arcs brisés, tiercerons…) sur la partie est (chœur) et romane (arcs plein cintre) sur la partie ouest. Son clocher qualifié de « point noir » de la commune au milieu du XIXe siècle fut détruit puis reconstruit en 1862 grâce au curé Richaud qui finança l'essentiel du projet. La commune se chargea de faire réaliser la flèche en pierre de Mane. La cloche du XVIIe siècle provient du village d'Ubaye englouti sous les eaux en 1958, elle a été installée en 1962.
La chapelle Saint-Pancrace date du XIIe siècle.

## Vie locale

### Fêtes et animations
Le marché a lieu tous les mardis.

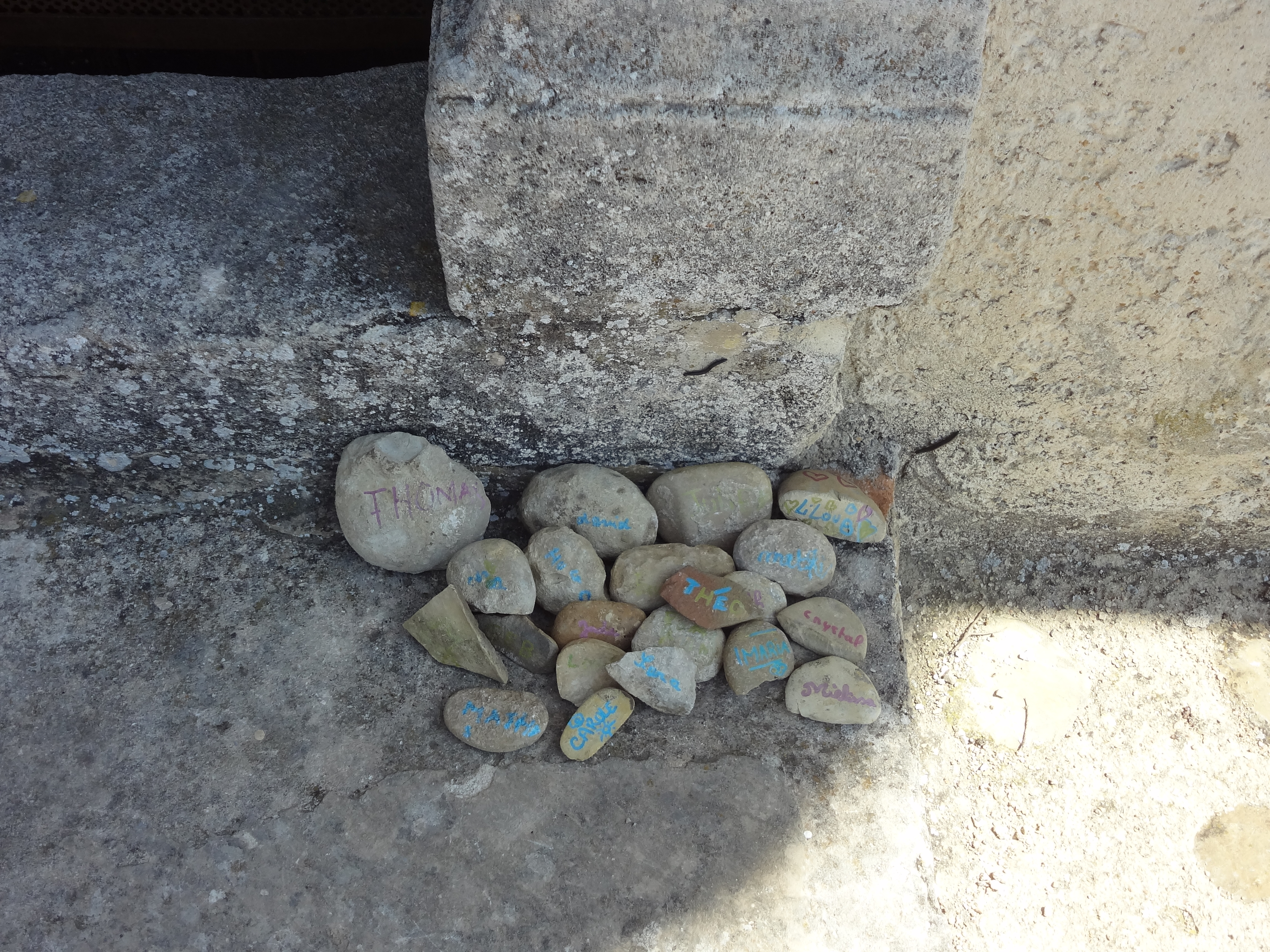
Ex-voto à la chapelle Saint-Pancrace.

La fête votive est le 1er week-end de mai et la fête de Saint Pancrace le 2e dimanche de mai.
La tradition de déposer des ex-voto portant le nom de l’être aimé est toujours vivace à la chapelle Saint-Pancrace.

### Sports
Oraison possède deux stades, le stade Sauvecanne et le stade Giai-Minet, celui-ci comportant un dojo et un gymnase, ainsi qu'une piscine, un terrain de boules, un skate park et un poney-club.
Les clubs sportifs sont ceux de football, ping-pong, tennis, judo, boules, hockey sur roller…

### Loisirs
- Randonnées pédestres
- Deux sentiers botaniques sur la commune :
  - le sentier botanique du lac des Buissonnades,
  - le sentier du pont roman.

Plusieurs équipements de loisirs sont disponibles : piscine ouverte l'été, itinéraires VTT, lac de pêche (aux Buisonnades) et les rivières sont classées 1re et 2e catégorie ainsi qu'un site de vol libre de parapente (Relais).

### Enseignement
La commune est dotée de quatre établissements d’enseignement, qui relèvent de l’académie Aix-Marseille :
- trois écoles, une primaire, une annexe de l'école primaire et une maternelle[96] ;
- le collège Dr J.M.G Itard[97].

## Personnalités liées à la commune

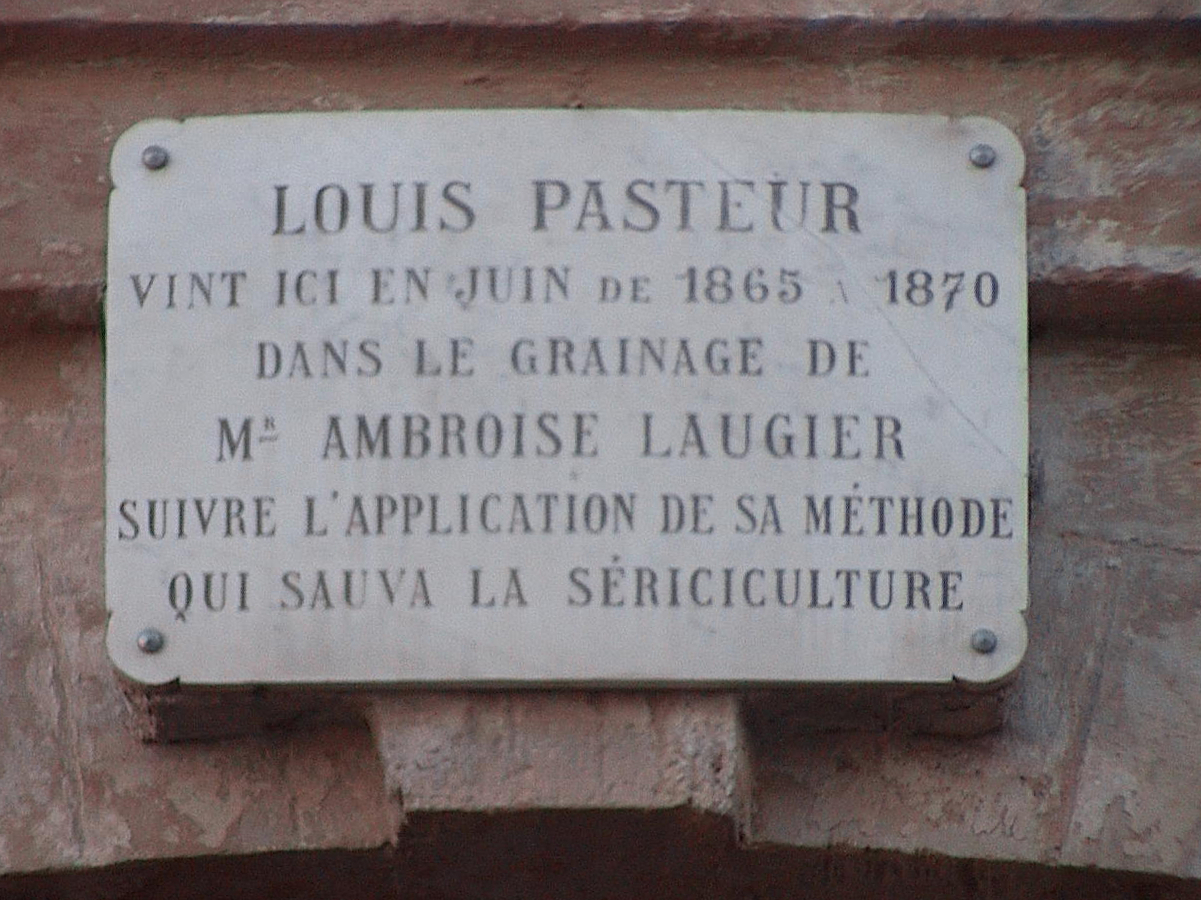
Plaque signalant le passage de Louis Pasteur.

- Jean Itard, docteur célèbre pour son travail sur le cas de l'enfant sauvage.
- Louis Pasteur a séjourné au château en 1868, où il a étudié les maladies du ver à soie.
- Les 63 soldats issus de la commune, morts pendant la Première Guerre mondiale, ont droit chacun à une plaque de rue à leur nom là où ils habitaient[41],[42].
- Romain Selsis (1898-1956), poète qui vécut à Oraison[98].
- Lucien Sampaix, journaliste communiste brièvement interné au camp d'indésirables d'Oraison en décembre 1940, avant son évasion.
- Robert Malaval, peintre.